# أوكالبتوس ثلاثي الأزهار
كينا ثلاثية الأزهار (الاسم العلمي:Eucalyptus triflora) هي نوع من النباتات تتبع جنس الكينا من فصيلة الآسية.